# Juan José Weissen
Juan José Weissen (Rafaela, Provincia de Santa Fe, Argentina; 15 de septiembre de 1984) es un futbolista argentino. Juega como delantero y su primer equipo fue 9 de Julio de Morteros. Actualmente milita en Argentino Quilmes de Rafaela del Torneo Regional Amateur.

## Trayectoria
Se inició en las infantiles de Atlético Rafaela y su primer equipo en el fútbol profesional fue 9 de Julio de Morteros en la temporada 2007/08.
En 2009 volvería a su ciudad natal, para jugar con Argentino Quilmes. Un año más tarde, pasaría a 9 de Julio de Rafaela, para disputar el Torneo Argentino A y Torneos Regionales.
Disputó el Torneo Argentino A con Juventud Unida dónde completó 3 temporadas del Torneo Argentino B anotando más de 35 goles. Entre ellos el gol más importante en la historia de Juventud Unida cuando a los 40' del segundo tiempo anota el 1 a 0 que le permitió lograr el ascenso como local ante 9 de Julio de Morteros.

## Clubes
| Club                           | País      | Año       |
| ------------------------------ | --------- | --------- |
| 9 de Julio de Morteros         | Argentina | 2007-2008 |
| Argentino Quilmes de Rafaela   | Argentina | 2008-2009 |
| 9 de Julio de Rafaela          | Argentina | 2009-2010 |
| Juventud Unida de Gualeguaychú | Argentina | 2010-2014 |
| Colegiales                     | Argentina | 2014-2015 |
| Unión de Sunchales             | Argentina | 2016      |
| Sportivo Las Parejas           | Argentina | 2016      |
| Ben Hur de Rafaela             | Argentina | 2017      |
| Argentino Quilmes de Rafaela   | Argentina | 2018-?    |